# Florianopolis Challenger 1998
Il Florianopolis Challenger 1998 è stato un torneo di tennis facente parte della categoria ATP Challenger Series nell'ambito dell'ATP Challenger Series 1998. Il torneo si è giocato a Florianópolis in Brasile dal 14 al 21 settembre 1998 su campi in terra rossa.

## Vincitori

### Singolare
Guillermo Cañas ha battuto in finale  Márcio Carlsson con il punteggio di 6–2, 7–5

### Doppio
Jaime Oncins /  André Sá hanno battuto in finale  Marcelo Filippini /  Gonzalo Rodriguez con il punteggio di 6–0, 6–1